# 徐文灼
徐文灼，直隶宛平人，清朝政治人物。
贡士出身。咸丰元年（1851年）至咸丰二年（1852年），擔任利川知县。